# 矢量标记语言
向量標記式語言（英語：Vector Markup Language，縮寫VML）是用於繪製矢量图形的XML語言。1998年VML建議書由微軟、Macromedia等向W3C提出審核。VML遭到拒絕，因為Adobe、Sun等提出了PGML （页面存档备份，存于）計劃書。這兩套標準後來合併成更具潛力的SVG。
儘管VML規格一度遭到W3C的拒絕，並為大多數使用者所遺棄。微軟（Microsoft）依然將VML的標準規格實作到Internet Explorer 5.0及更新的版本，Microsoft Office 2000以上的版本亦有支援。
Google Maps目前在Internet Explorer 5.5+（页面存档备份，存于）上採用VML來描寫向量（rendering vector）。
Google Docs目前在相同平台上 （页面存档备份，存于）采用VML来绘制矢量图。

## 範例
下列的程式碼會顯示出一個塗滿蓝色的橢圓形：
```
<
html
 
xmlns:v
>

 
<
style
>
v
\
:*
{
behavior
:
url
(
#default#VML
);
position
:
absolute
}</
style
>

<
body
>

 
<
v:oval
 
style
=
"left:0;top:0;width:100;height:50"
 
fillcolor
=
"blue"
 
stroked
=
"f"
/>

</
body
>

</
html
>

```

SVG更精簡的程式碼可達成上述的相同結果：
```
<?xml version="1.0"?>

<!DOCTYPE svg PUBLIC "-//W3C//DTD SVG 1.1//EN"

  "http://www.w3.org/Graphics/SVG/1.1/DTD/svg11.dtd">

<svg
 
xmlns=
"http://www.w3.org/2000/svg"
 
width=
"100"
 
height=
"50"
>

  
<ellipse
 
cx=
"50"
 
cy=
"25"
 
rx=
"50"
 
ry=
"25"
 
fill=
"blue"
 
stroke=
"none"
 
/>

</svg>

```

## 外部連結
- W3C VML proposal （页面存档备份，存于）
- MSDN VML Page
- VML DEMOS
- Vector Graphics Rendering Library Buffer Overflow （页面存档备份，存于）